# باشگاه فوتبال استوک سیتی
باشگاه فوتبال استوک سیتی (به انگلیسی: Stoke City F.C.) باشگاه فوتبال انگلیسی است که در شهر استوک-آن-ترنت قرار دارد.
باشگاه استوک سیتی در سال ۱۸۶۳ تأسیس شده‌است که گفته می‌شود دومین تیم فوتبال قدیمی جهان است اکنون در سطح حرفه‌ای فعالیت می‌کند. این باشگاه در سال ۲۰۰۸ به لیگ برتر انگلستان راه یافت و تا انتهای فصل ۲۰۱۸–۲۰۱۷ در این لیگ حضور داشت اما سرانجام در این فصل به رده پایین‌تر سقوط کرد و تاکنون از بازگشت به لیگ برتر عاجز مانده‌است.
اولین موفقیت بزرگ کسب‌شده توسط این تیم شکست دادن تیم فوتبال چلسی در فینال جام حذفی انگلیس با نتیجهٔ دو بر یک بود که به فتح جام حذفی در آن سال منجر شد.

## اسامی بازیکنان تیم
بازیکنان تیم در فصل ۲۰۲۱–۲۰۲۲ به شرح زیر هستند.
| شماره |                 | پست       | بازیکن           |
| ----- | --------------- | --------- | ---------------- |
| 1     | انگلستان        | دروازه‌بان | آدام دیویس       |
| 2     | ولز             | مدافع     | تامی اسمیت       |
| 3     | ولز             | مدافع     | مورگان فاکس      |
| 4     | ولز             | مدافع     | جو آلن (کاپیتان) |
| 5     | ولز             | مدافع     | جیمز چستر        |
| 6     | انگلستان        | مدافع     | دنی بتث          |
| 7     | انگلستان        | هافبک     | سم کلوکاس        |
| 8     | بوسنی و هرزگوین | هافبک     | ماریو فرانشیچ    |
| 9     | اسکاتلند        | مهاجم     | استیون فلچر      |
| 10    | انگلستان        | مهاجم     | تایریس کمپبل     |
| 11    | انگلستان        | هافبک     | الفی دوتی        |
| 12    | انگلستان        | دروازه‌بان | ژوزف بورسیک      |
| 13    | جمهوری ایرلند   | دروازه‌بان | جک بونهام        |
| 14    | انگلستان        | مدافع     | جاش تایمون       |
| 15    | انگلستان        | هافبک     | جردن تامپسون     |
| 16    | انگلستان        | مدافع     | بن ویلموت        |
| 18    | اسکاتلند        | مهاجم     | جیکوب براون      |
| 19    | نروژ            | مدافع     | لئو اوستیگارد    |
| 20    | انگلستان        | هافبک     | تاشان اوکلی بوث  |

| شماره |                 | پست       | بازیکن         |
| ----- | --------------- | --------- | -------------- |
| 21    | انگلستان        | مدافع     | دیمایکو دوهانی |
| 22    | انگلستان        | مهاجم     | سم استوریج     |
| 23    | انگلستان        | هافبک     | تام اینس       |
| 25    | انگلستان        | مدافع     | نیک پاول       |
| 27    | سنگال           | مهاجم     | عبدالله سیما   |
| 28    | سنت کیتس و نویس | هافبک     | رومن ساویرس    |
| 29    | انگلستان        | دروازه‌بان | فرانک فیلدینگ  |
| 36    | استرالیا        | هافبک     | هری سوتار      |

## فهرست مربیان
| تاریخ                      | نام           | توضیحات                                  |
| -------------------------- | ------------- | ---------------------------------------- |
| اوت ۱۸۷۴ – ژوئن ۱۸۸۳       | توماس استنلی  |                                          |
| ژوئن ۱۸۸۳ – آوریل ۱۸۸۴     | والتر کوکس    |                                          |
| آوریل ۱۸۸۴ – اوت ۱۸۹۰      | هری لوکت      |                                          |
| اوت ۱۸۹۰ – ژانویه ۱۸۹۲     | جوزف برادشاو  |                                          |
| ژانویه ۱۸۹۲ – مه ۱۸۹۵      | آرتور ریوس    |                                          |
| مه ۱۸۹۵ – سپتامبر ۱۸۹۷     | بیل رولی      |                                          |
| سپتامبر ۱۸۹۷ – مارس ۱۹۰۸   | هرایس آستربری |                                          |
| مه ۱۹۰۸ – ژوئن ۱۹۱۴        | آلفرد بارکر   |                                          |
| ژوئن ۱۹۱۴ – آوریل ۱۹۱۵     | پیتر هاج      | اولین مربی خارجی (خارج از انگلستان)      |
| آوریل ۱۹۱۵ – فوریه ۱۹۱۹    | جو اسکافیلد   |                                          |
| فوریه ۱۹۱۹ – مارس ۱۹۲۳     | آرتور شالکراس |                                          |
| مارس ۱۹۲۳ – آوریل ۱۹۲۳     | جان راترفورد  |                                          |
| اکتبر ۱۹۲۳ – ژوئن ۱۹۳۵     | تام مثر       |                                          |
| ژوئن ۱۹۳۵ – مه ۱۹۵۲        | باب مک گوری   |                                          |
| ژوئن ۱۹۵۲ – ژوئن ۱۹۶۰      | فرانک تایلور  |                                          |
| ژوئن ۱۹۶۰ – مارس ۱۹۷۷      | تونی ودینگتون | دارندهٔ بیشترین افتخارات کسب شده          |
| فوریه ۱۹۷۷ – ژانویه ۱۹۷۸   | جورج ایستهام  |                                          |
| ژانویه ۱۹۷۸                | آلن ای کورت   | مربی محافظ کار                           |
| فوریه ۱۹۷۸ – ژوئن ۱۹۸۱     | آلن دوربان    |                                          |
| ژوئن ۱۹۸۱ – دسامبر ۱۹۸۳    | ریچی بارکر    |                                          |
| دسامبر ۱۹۸۳ – آوریل ۱۹۸۵   | بیل آسپری     |                                          |
| آوریل ۱۹۸۵ – مه ۱۹۸۵       | تونی لایسی    | مربی محافظ کار                           |
| مه ۱۹۸۵ – نوامبر ۱۹۸۹      | میک میلز      |                                          |
| نوامبر ۱۹۸۹ – فوریه ۱۹۹۱   | آلم بال       |                                          |
| فوریه ۱۹۹۱ – مه ۱۹۹۱       | گراهام پادون  | مربی محافظ کار                           |
| مه ۱۹۹۱ – اکتبر ۱۹۹۳       | لو ماکاری     |                                          |
| نوامبر ۱۹۹۳ – سپتامبر ۱۹۹۴ | جو جردن       |                                          |
| سپتامبر ۱۹۹۴               | آسا هارت فورد | مربی محافظ کار                           |
| اکتبر ۱۹۹۴ – ژوئیه ۱۹۹۷    | لو ماکاری     |                                          |
| ژوئیه ۱۹۹۷ – ژانویه ۱۹۹۸   | چیک بیتز      |                                          |
| ژانویه ۱۹۹۸ – آوریل ۱۹۹۸   | کریس کامارا   |                                          |
| آوریل ۱۹۹۸ – ژوئن ۱۹۹۸     | آلن دوربان    | مربی محافظ کار                           |
| ژوئن ۱۹۹۸ – ژوئن ۱۹۹۹      | برایان لیتل   |                                          |
| ژوئیه ۱۹۹۹ – نوامبر ۱۹۹۹   | گری مگسون     |                                          |
| نوامبر ۱۹۹۹ – مه ۲۰۰۲      | گوجان پرورسون | اولین مربی از خارج از بریتانیا           |
| مه ۲۰۰۲ – اکتبر ۲۰۰۲       | استیو کاتریل  |                                          |
| اکتبر ۲۰۰۲ – نوامبر ۲۰۰۲   | داو کاوان     | مربی محافظ کار                           |
| نوامبر ۲۰۰۲ – ژوئن ۲۰۰۵    | تونی پولیس    |                                          |
| ژوئن ۲۰۰۵ – مه ۲۰۰۶        | یوهان بوسکمپ  |                                          |
| June 2006–present          | تونی پولیس    | برای اولین بار حضور در فینال جام اتحادیه |